# فانيسا لورينزو
فانيسا لورينزو (بالإسبانية: Vanesa Lorenzo)‏ (من مواليد 7 يناير 1977 في برشلونة، إسبانيا) عارضة أزياء. ظهرت في مجلات مثل فوغ وأل و Cosmopolitan و غلامير و Sports Illustrated Swimsuit Edition.

## روابط خارجية
- فانيسا لورينزو على موقع IMDb (الإنجليزية)
- فانيسا لورينزو على موقع ألو سيني (الفرنسية)
- فانيسا لورينزو على موقع أول موفي (الإنجليزية)
- فانيسا لورينزو على موقع قاعدة بيانات الفيلم (الإنجليزية)
- فانيسا لورينزو على موقع كينوبويسك (الروسية)
- فانيسا لورينزو على موقع دليل عارضات الأزياء (الإنجليزية)